# Országgyűlési Múzeum
Az Országgyűlési Múzeum törvény által alapított országos szakmúzeum Magyarországon. Gyűjti, megőrzi és a nyilvánosság elé tárja a magyar parlamentarizmus kialakulásának és fejlődésének a tárgyi, valamint dokumentációs emlékeit. Az egykori múzeum 1949-ben megszűnt. A jelenlegi múzeum 2015. március 6-án nyílt meg a nagyközönség előtt.

## Feladatai, gyűjtőköre
- Állandó kiállítás a magyar törvényhozás, az országgyűlések történetéről és a magyar parlamentarizmus fejlődéséről,
- az Országház építészetét bemutató kiállítás és kőtár,
- az 1956-os Kossuth téri sortűz emlékhelye a hozzá csatlakozó kiállítással,
- időszaki tematikus kiállítások a parlamentarizmushoz, a törvényhozáshoz, a nemzeti karakterhez kötődően.

Az Országgyűlési Múzeum kutatóhelyként elkészíti a magyar parlamentarizmushoz kötődő tárgyi és fotódokumentációt felölelő digitális adattárat, amelyet a kutatás, oktatás és közművelődés szolgálatába állít. Maga is ilyen irányú kutatómunkát végez, amelynek során együttműködik történettudományi és egyetemi kutatóhelyekkel.

## Története
A múzeum elődjét 1949-ben számolták fel.
A Kossuth Lajos tér rekonstrukciójáról szóló 61/2011. (VII. 13.) OGY határozatban, valamint a Steindl Imre Program bővítéséről szóló 1185/2012. (VI. 5.) Korm. határozatban foglaltak alapján folytatódott a Kossuth tér rekonstrukciójával kapcsolatban rögzített feladatok végrehajtása: a mélygarázs, a szintén felszín alatti Látogatóközpont és Országgyűlési Múzeum kialakítása, illetve a tér felszínének rendezése.